# إيمان عياد
إيمان عَيَّاد (29 مايو 1971 -)؛ إعلامية فلسطينية-أمريكية من مواليد الكويت، تعود أصولها لبلدة بيت ساحور في جنوب القدس.
تعمل حاليًا في قناة الجزيرة، حيث انضمت إليها في 1999 كمذيعة أخبار رئيسية ومقدمة برامج مثل «بين السطور» و«منبر الجزيرة» و«لقاء خاص» و«لقاء اليوم».

## النشأة والمسيرة المهنية
اشتغلت والدتها كريمة عياد إعلامية وأجرت لقاءات صحفية مع أنطوني كوين وفاتن حمامة وزوجة الرئيس الأندونيسي السابق سوهارتو. كانت تعمل قبل انضمامها لقناة الجزيرة في 1998 مذيعة ومراسلة لقنوات أخرى وعملت أيضاً في تلفزيون الشبكة العربية الأميركية من واشنطن حصلت على شهادة البكالوريوس في العلوم السياسية.

## حياتها الشخصية
متزوجة ولديها ولدان في الولايات المتحدة الأمريكية كانت تعرف سابقًا باسم «إيمان بنورة». غابت عن شاشة الجزيرة منذ منتصف عام 2011 بسبب إصابتها بمرض السرطان، واستمرت رحلة علاجها في الولايات المتحدة الأمريكية مدة عامين ونصف حتى عادت بعدها للظهور على القناة.